# جوناثان شاي
جوناثان شاي (بالإنجليزية: Jonathan Shay)‏ هو عالم نفس وطبيب نفسي أمريكي، ولد في 1941.